# 聖戰士 (機甲艦隊)
《機甲艦隊》是由日本東映製作、於東京電視台播映聯播網放映的機器人動畫，本作中以十五架战机合体的達萊卡XV，亦成為日本機器人動畫史上最多數量合体的机器人。
之後銷售至美國由 World Events Productions（WEP）公司買下其版權，與東映另一部巨大機器人動畫《百獸王GoLion》（百獣王ゴライオン）合併为「Voltron: Defender of the Universe」 播出。

## 故事
西元2200年，人類開始進入探索外宇宙的大航海時代，以地球為首的三行星聯合為了製作銀河「地圖」，並尋求可供人們居住的未開發新行星，因此浩浩蕩蕩成立了萊卡加德號（ラガーガード）艦隊，率領著劍飛（安芸マナブ）等15名成員駕駛的達萊卡XV（ダイラガーXV）乘風出航。不料，卻意外與母星命運危在旦夕的杜摩（ガルベストン）帝國不期相遇，雙方於目的相同下無可避免地展開了一段激烈的競爭。在郝指揮官（伊勢ジンジ）與紫面魔（テレス）司令官的努力中，究竟敵我之間是否有開啟和平之道的可能性？

【改編】（以兒童取向而修改）
|  |  |  |
節錄自台視《機甲艦隊》（Voltron Vehicle Force）開場白

## 主要角色

### 銀河防衛隊（Galaxy Garrison）
- 葛元帥（Space Marshal Graham）

- 史司令（Commander Steele）

#### 萊卡加德號（ラガーガード＝Explorer）
- 郝指揮官（伊勢ジンジ＝Commander Hawkins）：田中秀幸

- 藍艦長（リック・アシモフ）：矢田耕司

- 古博士（Professor Page）

##### 空・萊卡隊伍（クウ・ラガーチーム＝Air Team）港譯高空隊
- 劍飛（安芸マナブ＝Jeff Dukane）：古川登志夫（香港配音：林保全）

空・萊卡隊伍隊長。
- 羅基（甲斐シノブ＝Rocky）：山本龍馬

空・萊卡隊伍隊員。
- 吳洛（ショーター・クロイツ＝Wolo）：鹽屋浩三

空・萊卡隊伍隊員。
- 小強（陸奥ヤスオ＝Chip Stoker）：間嶋里美

空・萊卡隊伍隊員。在【改編】版本中被設定為是《百獸王》綠獅子駕駛者－小飛（錫石宏＝Darrell "Pidge" Stoker）的孿生兄弟。
- 金玲（パティ・エリントン＝Ginger）：潘惠子

空・萊卡隊伍隊員。

##### 海・萊卡隊伍（カイ・ラガーチーム＝Sea Team）港譯海洋隊
- 古健（ミランダ・キーツ＝Cric）港譯華爾達：堀秀行

海・萊卡隊伍隊長。
- 美琪（加賀ハルカ＝Lisa）：飯塚はる美

海・萊卡隊伍隊員。
- 唐國（サルタ・カッツ＝Tagor）：佐藤正治

海・萊卡隊伍隊員。
- 江侖（出雲タツオ＝Shannon）：大浜靖

海・萊卡隊伍隊員。
- 蔡仁（バーロス・カラテヤ＝Zandee）：山口健

海・萊卡隊伍隊員。

##### 陸・萊卡隊伍（リック・ラガーチーム＝Land Team）港譯陸地隊
- 凱傑（ワルター・ジャック＝Cliff）港譯基度：森功至

陸・萊卡隊伍隊長。（香港配音：黃健強）
- 紫娟（モーヤ・キリガッス＝Cinda）：山口奈々

陸・萊卡隊伍隊員。
- 莫可（マック・チャッカー＝Modoch）：田中崇

陸・萊卡隊伍隊員。
- 馬文（伊豆タスク＝Marvin）：廣森信吾

陸・萊卡隊伍隊員。
- 高奇（長門カズト＝Hutch）：大竹宏

陸・萊卡隊伍隊員。

### 杜摩帝國（ガルベストン帝国＝Drule Empire）
- 紫面魔（ソクラット・テレス司令＝Commander Hazar）：戶谷公次

杜摩帝國司令官。在得知宇宙防衛隊真正的意圖後，改變態度獨抗鷹派人士力主雙方和談。
- 短髮魔（ドレイク＝Mongo）：山本竜馬

紫面魔的部下。起初與其他將領一樣主張動武，之後在紫面魔的影響下逐而轉變。
- 杜瑪（サーク＝Dorma）：間嶋里美

紫面魔的副官；在【改編】版中被設定為是其妹。
- 紫魔元帥（Chancellor Mozak）

紫面魔之父。
- 七懷元帥（Marshall Keezor）

- 洛魔元帥（Chancellor Mordok）

- 白毛元帥（カポネーロ総司令＝Viceroy Throk）：銀河萬丈

- 七煞魔頭（帝王コルセール＝Emporer Zeppo）

## 主要機體

### 宇宙空母萊卡加德號（宇宙空母ラガーガード＝The Stellar Ship Explorer）
運載達萊卡XV（ダイラガーXV＝Voltron）機組的萊卡加德號（ラガーガード＝Explorer）旗艦。

#### 達萊卡XV（ダイラガーXV＝Voltron）
由空・萊卡、海・萊卡、陸・萊卡3大編隊所組合而成的巨大機器人。主要武器為「萊卡之劍（ラガー・スウォード＝Blazing Sword）」。
造形設計是由日本首播當時的贊助廠商POPY（現為BANDAI）的村上克司擔任。當初構想為一般的15架合體，但在上野和典（現為BANDAI會長）的提案下，決定採用以陸海空各小隊組合的型態。 
- 空・萊卡（クウ・ラガー＝Air Team）

編號1～5號座機組成的大型戰機。
- 海・萊卡（カイ・ラガー＝Sea Team）

編號6～10號座組成的大型潛艦。
- 陸・萊卡（リック・ラガー＝Land Team）

編號11～15號座組成的大型戰車。

### 
杜摩（ガルベストン＝Drule Empire）帝國方面所使用的巨大機器兵器。

## 工作人員
- 企劃：吉川進（東映テレビ事業部）、及部保雄（東映エージエンシー）、齊藤侑（東映動画）
- 原作：八手三郎
- 劇本統籌：藤川桂介
- 編劇：藤川桂介、田口成光
- 音樂：橫山菁兒
- 角色設計：清山滋崇
- 機械設計：Y&K、出淵裕、增尾隆之、村上克司
- 作畫監督：菊池城二、朴雪亨、今川よしみ、森利夫、金子大、しんそういち、金本周二
- 美術設定：椋尾篁
- 美術：窪田忠雄、池田祐二、本間薫、伊藤豐、鹿野良行
- 總監督：森下孝三
- 演出：森下孝三、伊東政雄、山内重保、生瀬昭憲、川田武範、箕ノ口克己、長尾斎、久岡敬史
- 分鏡：棚橋一德、山内重保、落合正宗
- 製作擔當：佐伯雅久
- 特殊效果：谷藤薰兒、中島正之
- 製作協力：大元動畫
- 攝影：岡芹利明→玉川芳行
- 剪輯：祖田富美夫
- 錄音：蔵本貞司
- 效果：伊藤修（フィズサウンドクリエイション）
- 選曲：白井多美雄
- 製作進行：伊東政雄、江幡宏之、栗山美秀、有迫俊彦、淺田裕二、渡辺正彦、長尾齋、根岸弘
- 記錄：樋口裕子
- 沖片：東映化學
- 製作：東映動畫、東映エージエンシー

### 主題歌
- 片頭曲

（作詞：藤川桂介／作曲：橫山菁兒／演唱：川津恒一）
- 片尾曲

（作詞：藤川桂介／作曲＆編曲：橫山菁兒／演唱：川津恒一）
本片的片尾雖然曲目一致，但有前後期兩種不同畫面（第1～13集、第14～52集）的版本。

## 劇集列表

### 日美共通
日本於1982年3月3日至1983年3月23日間，在每週三17:55～18:25播出，全52集（實際首播結束後時另加上四集精華篇，共56集）。在美國被定位為《聖戰士》（VOLTRON）的第二季，主要於1984年12月14日～1985年3月5日播出，不過在此之前其中有9集份量已於第一季中放映過。台灣則於1985年（民國74年）由台視引進了【改編】版本，在每週三下午6:00～6:30時段播出，不過放映情形卻並未完全依照美方或日方播出順序，在《百獸王》部分約莫播出十餘集後，便遽然換播本作直至1986年12月24日播畢下檔；之後於1996年有線電視木喬心動頻道亦曾以中國所配音的《戰神金剛》版本重播。另外在香港，兩種版本都均有播出過，最初先於無綫電視翡翠台首播【原作】版本，而亞視也亦曾以《金剛戰神》之名在本港台播出【改編】版本，並在國際台另行播出英文原音影片。
另外，本作（日本原作版《機甲艦隊ダイラガーXV》）也已於2010年2月於美國首度推出分三套發行的DVD，但日本東映除了曾於有線頻道重播外，至今並未推出相關映像軟體。
|    | 原作標題 | 改編標題                          | 台視標題   |
| -- | -------- | --------------------------------- | ---------- |
| 1  |          | In Search of New Worlds           |            |
| 2  |          | First Day on a New World          |            |
| 3  |          | Building a New World              | 竭力抗敵   |
| 4  |          | Goodbye, New World                | 衝破黑暗   |
| 5  |          | Try This World for Size           | 光明正大   |
| 6  |          | A Storm of Meteors                | 勇破流星雨 |
| 7  |          | Help Not Wanted                   | 奮勇迎敵   |
| 8  |          | Ghost Fleet from Another Planet   | 步步危機   |
| 9  |          | A Very Short Vacation             |            |
| 10 |          | Planet of the Bats                |            |
| 11 |          | A Temporary Truce                 | 獻身和平   |
| 12 |          | Wolo's Lost World                 | 以柔克剛   |
| 13 |          | Planet Stop for Repairs           | 堅忍不拔   |
| 14 |          | A Curious Comet                   | 馴敵之道   |
| 15 |          | In the Enemy Camp                 | 和平乍現   |
| 16 |          | Who's on First                    | 信守諾言   |
| 17 |          | No, Who's on Second               | 迷途知返   |
| 18 |          | What's on First                   | 從中作梗   |
| 19 |          | Great Stone Space Faces           | 奇異星球   |
| 20 |          | Defend the New World              | 千鈞一髮   |
| 21 |          | Meanwhile Back at Galaxy Garrison | 力排眾議   |
| 22 |          | Nerok Scores Big                  | 奮勇一搏   |
| 23 |          | Hazar on the Carpet               | 乘勝追擊   |
| 24 |          | Hazar is Demoted                  | 堅守信念   |
| 25 |          | The Planet Trap                   | 利劍降魔   |
| 26 |          | Just Like Earth                   | 再破狡計   |
| 27 |          | Save the Space Station            | 基地保衛戰 |
| 28 |          | Planet of the Amazons             | 技高一籌   |
| 29 |          | Revolt of the Slaves              | 重獲自由   |
| 30 |          | Raid on Galaxy Garrison           | 危在旦夕   |
| 31 |          | Smashing the Meteor Barrier       | 流星群帶   |
| 32 |          | A Man Made Sun                    | 同袍之愛   |
| 33 |          | Captain Newley Returns            | 化險為夷   |
| 34 |          | Hazar Bucks the Empire            | 和平騙子   |
| 35 |          | Letters from Home                 | 振作精神   |
| 36 |          | Peace - A Fish Story!             | 及時支援   |
| 37 |          | The Red Moon People               |            |
| 38 |          | This World's for the Birds        | 曉以大義   |
| 39 |          | That's the Old Ball Game          | 友誼比賽   |
| 40 |          | Red Moon Rises Again              | 光榮犧牲   |
| 41 |          | Another Solar System              | 以和為貴   |
| 42 |          | Whose World Is It                 |            |
| 43 |          | It's Anybody's World              |            |
| 44 |          | Frozen Assets                     |            |
| 45 |          | Coconuts                          |            |
| 46 |          | It Could Be a Long War            |            |
| 47 |          | Color Me Invisible                |            |
| 48 |          | Time Running Out                  |            |
| 49 |          | Zero Hour Approaches              | 得失之間   |
| 50 |          | The Drules' World Cracks Up       |            |
| 51 |          | The Drules Surrender              | 掩人耳目   |
| 52 |          | The End of Hazar's World          | 邁向光明   |

### 美版原創
於1986年9月10日播映的【改編】版特別節目，兩架Voltron（Voltron Vehicle Force与Voltron Lion Force）首度在影幕面前攜手同台聯合抗敵。被中国大陆译製者分为两集当做结局播放，分别是“公主遇险”、“联合战斗”。
| Voltron: Fleet of Doom |

## 外部連結
- 台灣電視資料庫[永久]
- 台視《聖戰士》開場白 （页面存档备份，存于）